# Retratos en un mar de mentiras
Retratos en un mar de mentiras è un film del 2010 diretto da Carlos Gaviria.
Il film è stato presentato al Festival del cinema africano, d'Asia e America Latina di Milano 2011.

## Trama
Il film è un on the road tra i paesaggi della Colombia. È la storia di Marina, una ragazza dal terribile passato, e del cugino Jairo, un fotografo superficiale e un po' cialtrone.
Durante il lungo viaggio verso il loro paese natale, dal quale erano stati costretti a fuggire da piccoli, i due cambieranno: mentre lui perderà la sua ingenuità, lei si risveglierà dal trauma. Il film denuncia la misera condizione dei 4 milioni di sfollati che una campagna di disinformazione – il mare di menzogne del titolo - vuol fare credere come ribelli e quindi vittime legittime del conflitto.

## Riconoscimenti
- 2010 - San Juan International Film Festival
  - Miglior film
- 2010 - Guadalajara International Film Festival
  - Miglior film

## Fonti
- Scheda del film su http://www.festivalcinemaafricano.org/ (fonte per la prima revisione della voce)